# 宮國凌空
宮國 凌空（みやぐに りく、2005年8月7日 - ）は、沖縄県宜野湾市出身のプロ野球選手（投手・育成選手）。オリックス・バファローズ所属。

## 経歴

### プロ入り前
小学校1年生のときに『宜野湾ベースボールキッズ』で野球を始め、宜野湾市立宜野湾中学校では硬式野球の『宜野湾ポニーズ』に所属し、2年時にはポニーリーグ日本代表に選出された。中学2年時までは内野手であったが、3年生からは一塁手を務めながら、本格的に投手としての練習を始めた。
東邦高校に進学すると、1年夏に投手へ転向し、1年秋から背番号1を付けた。2年秋は県大会と東海大会で優勝を果たして明治神宮大会に出場し、センバツ出場も確実にしたが、県大会期間中から右肩痛を発症しており、2年冬はノースロー調整。ほぼぶっつけ本番であったという春のセンバツでは2試合に先発し、計11イニングを7失点であった。3年夏は右手を負傷したこともあり、県大会4回戦では登板機会がなく、星城に敗れた。
2023年10月26日に開催されたドラフト会議にて、オリックス・バファローズから育成3位指名を受けた。11月15日に支度金300万円・年俸240万円（金額はいずれも推定）で仮契約を結んだ。背番号は043。

### オリックス時代
2024年はウエスタン・リーグで6試合に登板し、防御率7.59を記録。10回2/3を投げて四球14と制球力に課題を残した。

## 選手としての特徴
リリースへと移行する前に、左手を大きく高く突き上げる独特な投球フォームが特徴。
持ち球は最速149km/hのストレート、スライダー、カーブ、フォーク、スプリット、ツーシーム。スピードで押すだけでなく、緩急も自在に操れる投球術が強みである。

## 詳細情報

### 背番号
- 043（2024年[10] - ）